# Wasp osztály
A Wasp osztály az Amerikai Haditengerészet helikopterhordozó dokkhajóosztálya (Landing Helicopter Dock, LHD), a kétjáratú támadóhajóinak (amphibious assault ship) egyik osztálya. A Tarawa osztály alapján fejlesztették ki azt módosítva, több repülőgépet és partraszálló járművet fogadva be. A hajóosztály nyolc hajóegysége majdnem képes egy teljes tengerészgyalogsági expedíciós egységet (Marine Expeditionary Unit, MEU) szállítani és vízi, légi járműveivel partra tenni ellenséges harccselekmények alatt. Minden hajóegysége a Mississippiben található pascagoulai Ingalls Shipbuilding hajógyárban épült, elsőként a névadó USS Wasp (LHD–1) állt szolgálatba 1989. július 29-én. Mind a nyolc egység aktív napjainkban (2012), élettartamukat körülbelül 50 évben szabták meg.

## A Wasp osztály hajóegységei
| Építési sorszám | Hajónév              | Törzs-sorozatszám | Építő                             | Kezdés | Leszerelés | Honi kikötő           | Megjegyzések, hivatkozás |
| --------------- | -------------------- | ----------------- | --------------------------------- | ------ | ---------- | --------------------- | ------------------------ |
| 1.              | USS Wasp             | LHD–1             | Ingalls Shipbuilding, Mississippi | 1989   | na.        | Norfolk, Virginia     |                          |
| 2.              | USS Essex            | LHD–2             | Ingalls Shipbuilding, Mississippi | 1992   | na.        | Szaszebo, Japán       |                          |
| 3.              | USS Kearsarge        | LHD–3             | Ingalls Shipbuilding, Mississippi | 1993   | na.        | Norfolk, Virginia     |                          |
| 4.              | USS Boxer            | LHD–4             | Ingalls Shipbuilding, Mississippi | 1995   | na.        | San Diego, Kalifornia |                          |
| 5.              | USS Bataan           | LHD–5             | Ingalls Shipbuilding, Mississippi | 1997   | na.        | Norfolk, Virginia     |                          |
| 6.              | USS Bonhomme Richard | LHD–6             | Ingalls Shipbuilding, Mississippi | 1998   | na.        | San Diego, Kalifornia |                          |
| 7.              | USS Iwo Jima         | LHD–7             | Ingalls Shipbuilding, Mississippi | 2001   | na.        | Norfolk, Virginia     |                          |
| 8.              | USS Makin Island     | LHD–8             | Ingalls Shipbuilding, Mississippi | 2009   | na.        | San Diego, Kalifornia |                          |